# Cinema surrealista
El cinema surrealista és un enfocament modernista de la teoria, crítica i producció cinematogràfiques amb orígens a París als anys 1920. El moviment surrealista va utilitzar imatges impactants, irracionals o absurdes i el simbolisme dels somnis freudians per a desafiar la funció tradicional de l'art de representar la realitat. Relacionat amb el cinema dadà, el cinema surrealista es caracteritza pel rebuig de la psicologia dramàtica i un ús freqüent d'imatges impactants i juxtaposicions. La col·laboració bibliogràfica de Philippe Soupault i André Breton, Les Champs magnétiques (1920), sovint es considera la primera obra surrealista, tot i que no va ser fins que Breton va redactar el Manifest del surrealisme el 1924 que es va certificar el seu naixement oficial.

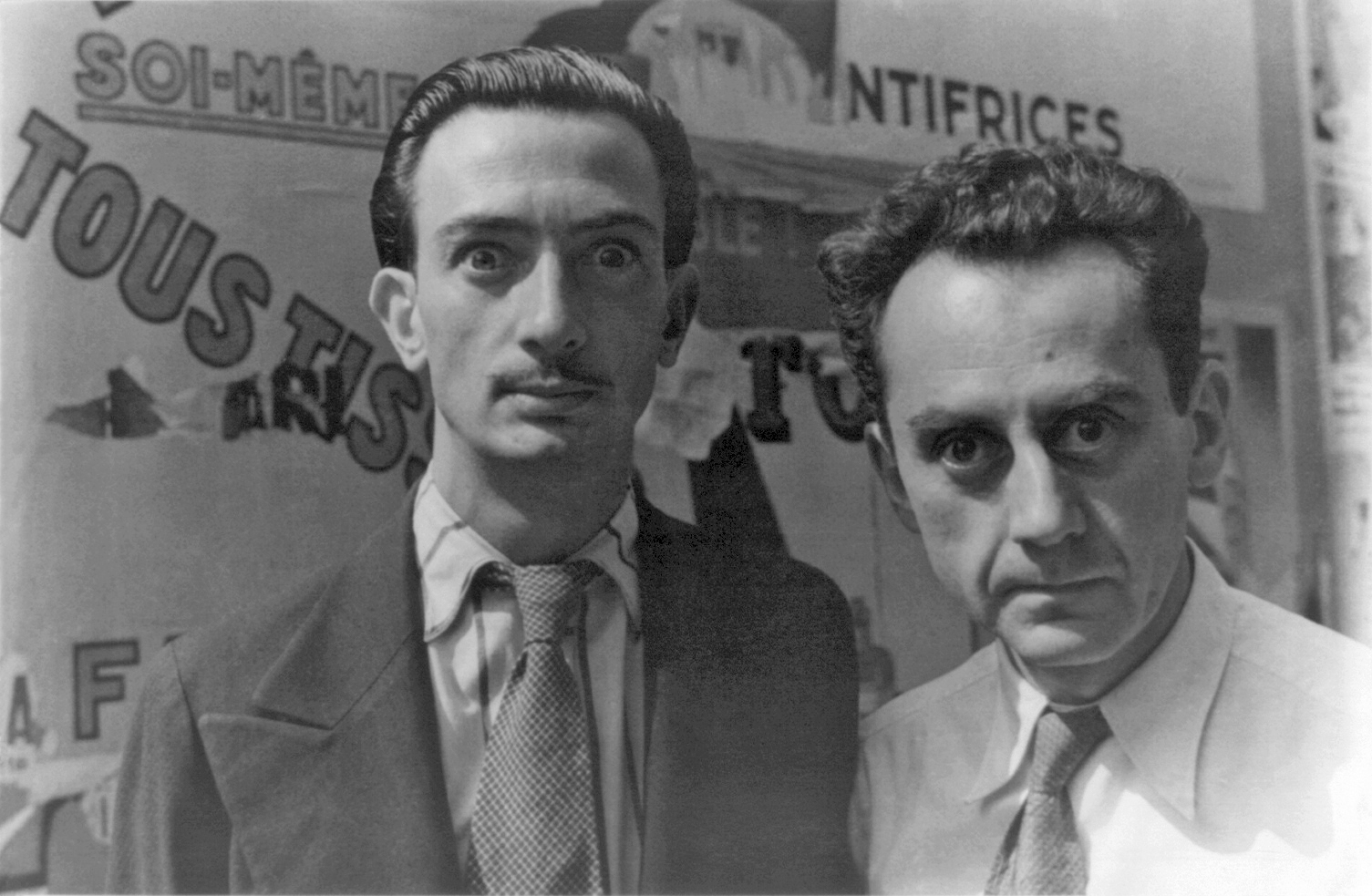
Salvador Dalí i Man Ray el 1934

Entre les pel·lícules surrealistes de la dècada del 1920 destaquen Entr’acte de René Clair (1924), Ballet Mechanique de Fernand Léger (1924), La Fille de L'eau de Jean Renoir (1924), Anemic Cinema de Marcel Duchamp (1926), Fall of the House of Usher de Jean Epstein (1928, amb Luis Buñuel), Fall of the House of Usher (1928) de James Sibley Watson i Melville Webber i The Seashell and the Clergyman (1928) de Germaine Dulac (a partir d'un guió d'Antonin Artaud). També convé destacar Un chien andalou (1929) i L'Âge d'or (1930) de Buñuel i Salvador Dalí. Buñuel va continuar dirigint pel·lícules sense negar mai les seves arrels surrealistes. Ingmar Bergman va afirmar que «Buñuel gairebé sempre feia pel·lícules de Buñuel».

## Teoria
Al llibre Surrealism and Cinema (2006) Michael Richardson argumenta que les obres surrealistes no es poden definir per l'estil o la forma, sinó com a resultat de la pràctica del surrealisme: «Dins de l'imaginari popular, el surrealisme és mal entès de moltes maneres diferents, algunes de les quals en contradiuen d'altres. Tots aquests malentesos es basen en el fet que pretenen reduir el surrealisme a un estil o quelcom en si mateix en lloc de preparar-se per a veure'l com una activitat amb horitzons més amplis. Alguns crítics no reconeixen les qualitats distintives que conformen l'actitud surrealista. Busquen alguna cosa (un tema, un tipus particular d'imatges, certs conceptes), que poden identificar-se com a "surrealistes" per a proporcionar un criteri de judici pel qual es pugui avaluar una pel·lícula o l'obra d'art. El problema és que això va en contra de l'essència mateixa del surrealisme, que es nega a estar aquí però sempre està en un altre lloc. No és una cosa, sinó una relació entre les coses i, per tant, cal tractar-la com un tot. Els surrealistes no es preocupen per conjurar un món màgic que es pugui definir com a "surrealista". El seu interès es troba gairebé exclusivament en explorar les conjuncions i els punts de contacte entre diferents àmbits de l'existència. En el surrealisme sempre es tracta més de sortides que d'arribades». Més que una estètica fixa, Richardson defineix el surrealisme com «un punt canviant de magnetisme al voltant del qual gira l'activitat col·lectiva dels surrealistes».
El surrealisme parteix d'imatges irracionals i del subconscient. No obstant això, els surrealistes no s'han de considerar com capritxosos o incapaços del pensament lògic, car la majoria dels surrealistes es presentaven com a revolucionaris.

## Història
El surrealisme va ser el primer moviment literari i artístic que es va associar seriosament amb el cinema, tot i que també ha estat un moviment àmpliament descuidat per crítics de cinema i historiadors. Tot i que va tenir poca popularitat, es va fer conegut per la seva qualitat onírica, la juxtaposició de persones i objectes quotidians en formes irracionals i l'abstracció de la vida real, els llocs i les coses. Molt influït per la psicologia freudiana, el surrealisme va intentar portar la ment inconscient a la vida visual. «Equilibrat entre simbolisme i realisme, el cinema surrealista tractava temes de la vida, la mort, la modernitat, la política, la religió i l'art mateix».
Els fonaments del moviment van començar a França i van coincidir amb el naixement de les pel·lícules. França va servir de bressol del cinema surrealista a causa d'una afortunada combinació de fàcil accés a equips de cinema, el finançament de pel·lícules i una gran quantitat d'artistes i públics interessats. Els surrealistes que van participar en el moviment van ser de la primera generació que va créixer amb el cinema com a part de la vida quotidiana.
El mateix Breton, fins i tot abans de la presentació del moviment, tenia un àvid interès pel cinema: mentre servia a la Primera Guerra Mundial, estant a Nantes i durant el seu temps lliure, sovintejava les sales de cinema amb el seu amic Jacques Vaché. Segons Breton, entraven en qualsevol moment i veien les pel·lícules sense cap coneixement previ. Quan s'avorrien, marxaven i visitaven el següent teatre. Els hàbits cinematogràfics de Breton li proporcionaven un flux d'imatges sense cap ordre construït sobre elles. Podia juxtaposar les imatges d'una pel·lícula amb les d'una altra, i a partir de l'experiència elaborava la seva pròpia interpretació.
En referència a les seves experiències amb Vaché, va comentar una vegada: «Crec que el que més valoràvem del cinema, fins al punt de no interessar-nos per res més, era el seu poder per a desorientar-nos». Breton creia que la pel·lícula podia ajudar-lo a abstreure's de la «vida real» sempre que li venia de gust.
El cine serial, que sovint contenia finals de suspens, era atractiu per als primers surrealistes. També els trucs de Harry Houdini i les desaparicions de Musidora i Pearl White en històries de detectius. El que més va agradar als surrealistes del gènere va ser la seva capacitat per a evocar i mantenir un sentiment de misteri i suspens en els espectadors.
Els surrealistes van veure al cinema un mitjà que anul·lava els límits de la realitat. El crític de cinema René Gardies va escriure el 1968: «Ara, el cinema és, amb tota naturalitat, l'instrument privilegiat per desrealitzar el món. Els seus recursos tècnics units a la seva màgia fotogràfica proporcionen les eines alquímiques per a transformar la realitat».
Els artistes surrealistes estaven interessats en el cinema com a mitjà d'expressió. Mentre el cinema continuava desenvolupant-se a la dècada del 1920, molts surrealistes hi van veure una oportunitat per a retratar el racional com a ridícul. «Els artistes surrealistes es van adonar que la càmera de la pel·lícula podia capturar el món real d'una manera onírica que les seves plomes i pinzells no podien: superposicions, sobreexposicions, moviment ràpid, moviment lent, moviment invers, stop-motion, reflex intern de les lents, gran o poca profunditat de camp i els trucs de la càmera més estrafolaris podien transformar la imatge original davant de l'objectiu en una cosa nova un cop exposada a la placa de la pel·lícula. Als surrealistes el cinema els va donar la possibilitat de desafiar i modelar els límits entre la fantasia i la realitat, especialment amb l'espai i el temps. Com els somnis als que volien donar vida, el cinema no tenia límits ni regles». El cinema va proporcionar il·lusions més convincents que el seu rival més proper, el teatre, i la tendència dels surrealistes a expressar-se a través del cinema era un signe de la seva confiança en l'adaptabilitat del cinema als objectius i requeriments del surrealisme. Van ser els primers a prendre's seriosament la semblança entre les imatges imaginàries de la pel·lícula i les dels somnis i el subconscient. Segons Buñuel: «La pel·lícula sembla ser la imitació involuntària del somni».
Els cineastes surrealistes van intentar redefinir la consciència humana de la realitat il·lustrant que allò «real» era poc més del que es percebia com a real, i aquesta realitat no estava subjecta a cap límit més enllà dels que la humanitat li imposava. Breton va comparar una vegada l'experiència de la literatura surrealista amb «el punt en què l'estat de vigília s'uneix al son». La seva analogia ajuda a explicar l'avantatge del cinema sobre els llibres en facilitar el tipus d'alliberament que els surrealistes buscaven a partir de les seves pulsions diàries. La modernitat del cinema també resultava atractiva.
Els crítics han debatut sobre si el «cinema surrealista» constitueix un gènere diferent. El reconeixement d'un gènere cinematogràfic implica la capacitat de citar moltes obres que comparteixen trets temàtics, formals i estilístics. Referir-se al surrealisme com a gènere significa que hi ha una repetició d'elements i una «fórmula genèrica» reconeixible que en descriu la composició. Alguns crítics han argumentat que, a causa de l'ús de l'irracional i del non sequitur pel surrealisme, és impossible que les pel·lícules surrealistes constitueixin un gènere.
Tot i que hi ha nombroses pel·lícules que són autèntiques expressions del moviment, d'altres pel·lícules classificades com a surrealistes simplement contenen fragments surrealistes. En lloc de «pel·lícula surrealista», el terme més precís per aquestes obres pot ser «surrealisme al cinema».

### Films posteriors
Joseph Cornell va produir pel·lícules surrealistes als Estats Units a la fi dels anys 1930 (com Rose Hobart el 1936). Antonin Artaud, Philippe Soupault i Robert Desnos van escriure guions per a pel·lícules posteriors. Salvador Dalí va dissenyar una seqüència de somnis per a la pel·lícula d'Alfred Hitchcock Spellbound (1945). Va ser una de les primeres pel·lícules estatunidenques que va utilitzar la psicoanàlisi com a element central de la història. Hitchcock volia captar la vivacitat dels somnis com mai abans i va considerar que Dalí era la persona que l'ajudaria a fer-ho. Atesa la importància de la seqüència dels somnis, el director va donar llibertat a l'artista per a portar a la pantalla una visió innovadora de la manera de representar els somnis. El 1946, Dalí i Walt Disney van començar a treballar en una pel·lícula anomenada Destino; el projecte es va acabar finalment el 2003.

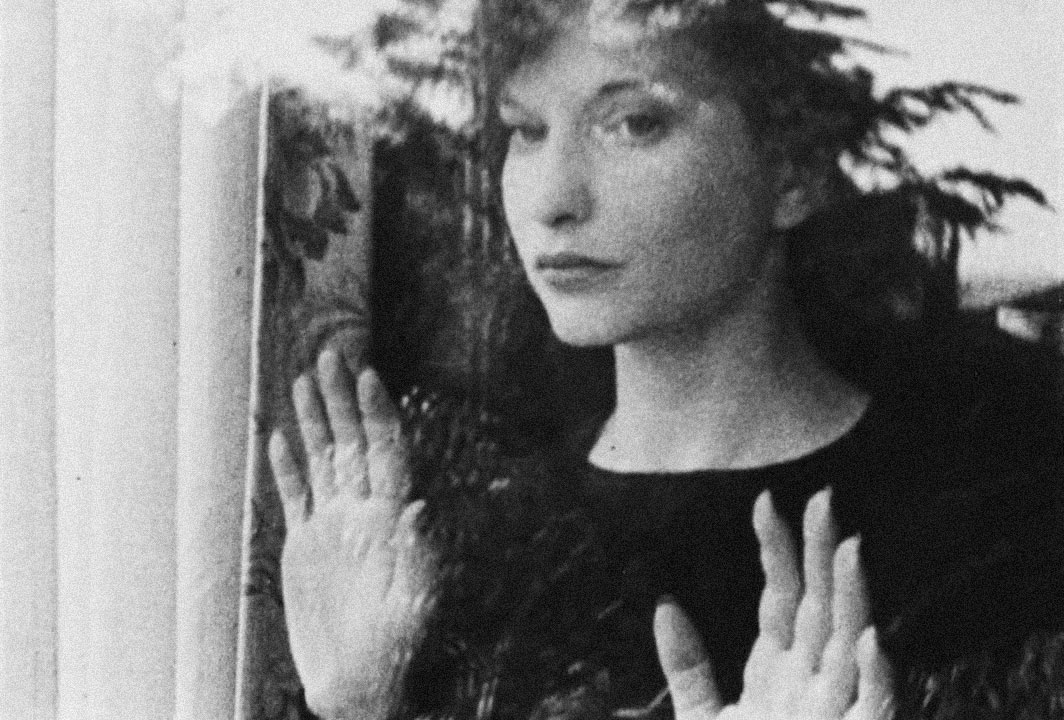
Mayra Deren al curtmetratge experimental Meshes of the Afternoon de 1943

Maya Deren va realitzar nombrosos curtmetratges muts, entre ells la reconeguda Meshes of the Afternoon plena d'escenes i trobades surrealistes i oníriques. Una influència significativa en el cinema surrealista posterior. Jan Švankmajer, membre del grup surrealista txec encara actiu, continua dirigint pel·lícules.
Algunes de les pel·lícules de David Lynch, com Eraserhead (1977), Carretera perduda (1997), Mulholland Drive (2001) i Inland Empire (2006) han estat considerades surrealistes. Altres directors les pel·lícules dels quals s'han considerat surrealistes són: Fernando Arrabal (J'irai comme un cheval fou, 1973), Alejandro Jodorowsky (El topo, 1970 i The Holy Mountain, 1973) i Stephen Sayadian (Dr. Caligari, 1989). Un altre cineasta i guionista conegut per crear pel·lícules surrealistes és Charlie Kaufman. La majoria de les seves pel·lícules es consideren força experimentals com: Being John Malkovich (1999), Synecdoche, Nova York (2008), Anomalisa (2015) i, més recentment, I'm Thinking of Ending Things (2020).